# Jacques Chevessand
Jacques Chevessand est un auteur dramatique et un metteur en scène né en Savoie, à Saint-Georges-d'Hurtières en 1946.

## Biographie
Jacques Chevessand commence son expérience de la scène au Centre dramatique de la cité des mineurs à Saint- Étienne avec l’équipe de Jean Dasté. En 1966, toujours à Saint-Étienne, il y fait la connaissance de Armand Gatti venu monter sa pièce L’Homme seul. Atomes crochus avec Gatti, lui ayant des attaches familiales en haute Corrèze et Gatti y ayant vécu pendant la guerre dans le maquis de Berbeyrolle. Ils se reverront beaucoup plus tard à Vaulx-en-Velin dans la banlieue lyonnaise où Gatti est venu organiser des jeux théâtraux et pédagogiques avec des jeunes de la cité pour  les impliquer, ‘les révéler à eux-mêmes’. Leur objectif commun est de travailler sur le langage avec des exclus et de résister à la pensée dominante. Il écrira une pièce inspirée de la vie d’Armand Gatti dont le titre Dante Sauveur est formé de ses deux vrais prénoms.
Assistant metteur en scène à la fin des années 1960 au théâtre du Cothurne à Lyon aux côtés d’hommes comme Marcel Maréchal et Jean-Marie Verselle, il participe en particulier à la réalisation de L’Éternel mari adaptation du roman de Dostoïevski, du spectacle Shakespeare notre contemporain d’après Jan Kott avec Verselle ou de la reprise de Fin de partie de Samuel Beckett. Il travaille avec ses contemporains Alain Maillans à Saint-Étienne et René Loyon au Théâtre des Célestins à Lyon qu’il retrouve en 1990 toujours à Lyon, au Théâtre du Huitième pour monter la pièce L’Été de Edward Bond. Dans les années 1970, il sera aux côtés de Jean Magnan pour des œuvres comme La reine Christine d’August Strindberg ou L’adulateur de Carlo Goldoni ou de Guy Lauzin aux Célestins pour la reprise de Rhinocéros de Eugène Ionesco.
S’il a peu publié, c’est qu’il considère que « l’art dramatique n’est pas fait pour être lu mais vécu sur une scène de théâtre ». Sa conception du théâtre se veut globale, à la fois synoptique et kinesthésique, s’appuyant sur les expériences du Living Theatre, intégrant toutes les formes esthétiques, texte, danse et musique, dans des ‘ensembles rythmiques’, spectacles de poèmes musicaux.
Tout au long de ces années, il participe à différents festivals, en particulier à Sail-sous-Couzan avec la réalisation de La mort de Danton de Georg Büchner  et le festival d’Avignon où il va découvrir les expériences théâtrales du 'Living Theatre'. Il y montera un spectacle à partir de la vie de Alfred Rosmer, figure éminente du mouvement ouvrier, intitulé Rosmérama et joué à la chapelle des Pénitents Blancs.
Il a également réfléchi sur les techniques d'écriture, en particulier en participant aux recherches initiées par le mouvement OULIPO et, depuis les années 2000, il s'occupe de démarches de créativité en matière théâtrale avec des groupes de jeunes, prolongeant par là même la démarche initiale d'Armand Gatti avec à travers son rôle de formateur au centre artistique des Subsistances à Lyon.

## Activités de formation
- Professeur associé à l’ENSATT [5]
- Professeur associé à l’AFDAS [6]
- Cours d’art dramatique : théâtre du Vieux-Lyon et théâtre d’improvisation de la Mi-Graine Lyon-Saint-Paul